# تلون كهربي
التلون الكهربي أو الكهرولونية هو ظاهرة تُظهر فيها المواد الكيميائية تغيرات في اللون أو العتامة بشكل قابل للعكس استجابةً لجهد كهربائي لفترة قصيرة. تتحقق الانعكاسية عند عكس قطبية الجهد المطبق. تتميز الكهرولونية بتأثير ذاكرة البطارية، أي أن اللون المُتحصل عليه يظل كما هو حتى عندما يتم فصل مصدر الجهد. ترتبط هذه الظاهرة بتفاعلات الأكسدة والاختزال، حيث يتم خلال التفاعل تعديل تكافؤ أنواع كيميائية معينة وخلال هذا التعديل يتم تغيير اللون.
نظراً لأن تغير اللون مستمر ولا يُحتاج إلا إلى استخدام طاقة لإحداث تغيير، يتم استخدام المواد الكهرولونية للتحكم في كمية الضوء والحرارة المسموح لها بالمرور عبر سطح النوافذ الذكية. أحد التطبيقات الشائعة هو في صناعة السيارات حيث يتم استخدام الظاهرة لتظليل مرايا الرؤية الخلفية تلقائياً في ظروف الإضاءة المختلفة.

## المبدأ

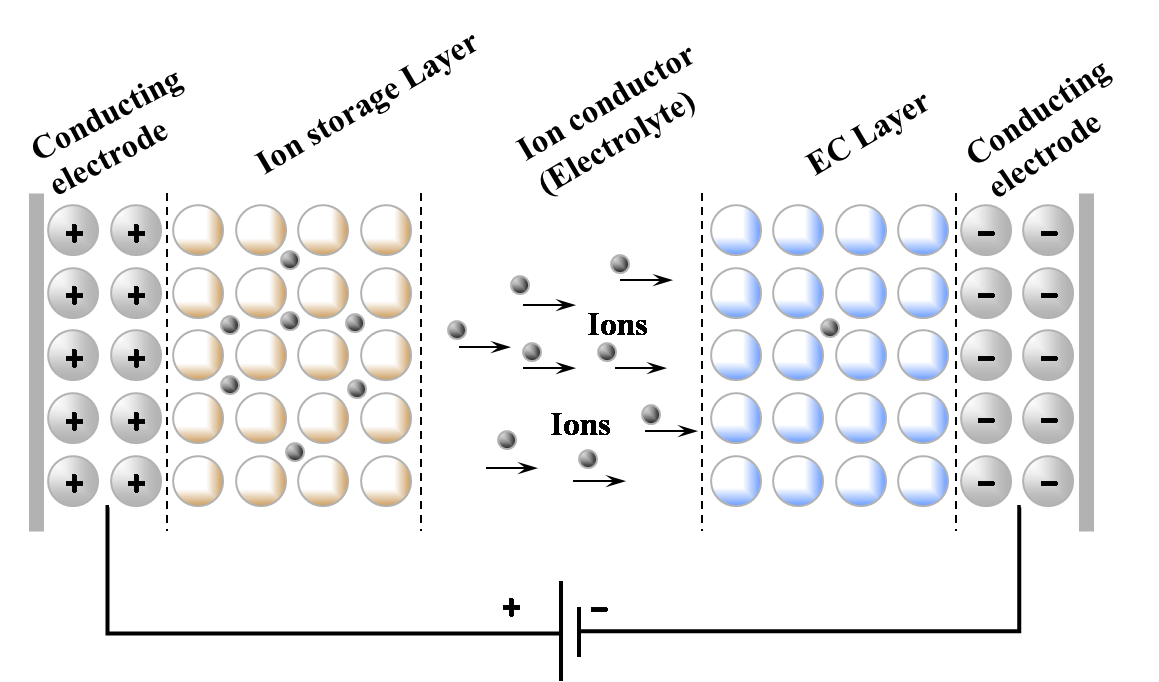
مقطع عرضي للوحة كهرولونية تتغير من شفافة إلى معتمة. يتم تطبيق الجهد عبر الأقطاب الكهربائية الموصلة، وتسري الأيونات من طبقة تخزين الأيونات من خلال الإلكتروليت، وإلى الطبقة الكهرولونية.

تحدث ظاهرة التلون الكهربي في بعض أكاسيد الفلزات الانتقالية التي تقوم بتوصيل كلاً من الإلكترونات والأيونات، مثل ثالث أكسيد التنغستن (WO3). تحتوي هذه الأكاسيد على هياكل ثُمانية السطوح من الأكسجين تحيط بذرة الفلز المركزية وترتبط معاً عند الزوايا. ينتج عن هذا الترتيب بنية ثلاثية الأبعاد ذات مسامية نانوية ذات "جسيمات نفقية" بين الأجزاء الفردية ذات الثُماني السطوح. تسمح هذه الأنفاق للأيونات المنفصلة بالمرور عبر المادة عندما يتم تحفيزها بواسطة مجال كهربائي. الأيونات الشائعة المستخدمة لهذا الغرض هي H+ و Li+.
يتم إحداث المجال الكهربائي عادةً بواسطة قطبين كهربائيين مسطحين وشفافين يحيطان بالطبقات الحاوية للأيونات. عند تطبيق الجهد الكهربي عبر هذه الأقطاب الكهربائية، يؤدي اختلاف الشحنة بين الجانبين إلى اختراق الأيونات للأكسيد أثناء تدفق الإلكترونات الموازنة للشحنة بين الأقطاب الكهربائية. تعمل هذه الإلكترونات على تغيير تكافؤ ذرات الفلز في الأكسيد، مما يقلل شحنتها كما في المثال التالي لثالث أكسيد التنغستن، مؤدياً إلى تفاعل أكسدة واختزال:
{\displaystyle {\ce {WO3 + n(H+ + e^{-}) -> H_{n}WO3}}}
يستقبل الفلز النشط كهربياً الإلكترونات من الأقطاب الكهربائية مُشَكلاً نصف خلية. بالمعنى الدقيق للكلمة يتكون القطب كوحدة كيميائية من اللوح المسطح بالإضافة إلى المادة شبه الموصلة المتلامسة معها. ومع ذلك، فإن مصطلح "القطب" غالباً ما يشير إلى اللوح المسطح فقط، وبشكل أكثر تحديداً يسمى ركيزة القطب الكهربائي.
يمكن للفوتونات التي تصل إلى طبقة الأكسيد أن تتسبب في تحرك إلكترون بين أيوني فلزين قريبين. تتسبب الطاقة التي يوفرها الفوتون في حركة الإلكترون الذي يؤدي بدوره إلى الامتصاص البصري للفوتون. على سبيل المثال، تحدث العملية التالية في أكسيد التنغستن لأيونات التنغستن a وb:
{\textstyle {\ce {Wa^{+5}~{+}~Wb^{+6}~{+}~photon->Wa^{+6}~{+}~Wb^{+5}}}}{\displaystyle {\ce {W_{a}^{5+}~{+}~W_{b}^{6+}~{+}~photon->~W_{a}^{6+}~{+}~W_{b}^{5+}}}}

## المواد الكهرولونية
يمكن تصنيف المواد الكهرولونية إلى فئتين: مركبات عضوية ومركبات غير عضوية. تنقسم المواد غير العضوية بشكل أساسي إلى أكاسيد الفلزات والفلزات الانتقالية ومركبات سداسي سيانوميتالات (الأزرق البروسي). وتنقسم في المركبات العضوية بشكل أساسي إلى البوليمرات الموصلة والفيولوجينات والبوليمرات المعدنية.
يعتبر ثالث أكسيد التنغستن (WO3) هو المادة الكهرولونية الأكثر شهرة من بين أكاسيد الفلزات والتي تمت دراستها على نطاق واسع. وتشمل المواد الأخرى أكاسيد الموليبدينوم، والتيتانيوم، والنيوبيوم، على الرغم من أنها أقل فعالية بصرياً.
الفيولوجينات هي فئة من المواد العضوية التي يتم دراستها بشكل مكثف لتطبيقاتها الكهرولونية. تُظهر مركبات 4,4′-ثنائي البيريدين تغيرات لونية قابلة للعكس بين انعدام اللون واللون الأزرق الداكن بسبب تفاعلات الأكسدة والاختزال مما يُمَكن للباحثين ضبطها على اللون الأزرق الداكن أو الأخضر المكثف.
يُنظر إلى الفيولوجينات وباعتبارها مواد عضوية على أنها بدائل واعدة للتطبيقات الإلكترونية، مقارنةً بالأنظمة القائمة على الفلزات والتي تميل إلى أن تكون باهظة الثمن وسامة وتمثل مشكلة في إعادة تدويرها. تشمل المزايا المحتملة لمركبات الفيولوجينات تباينها البصري وكفاءة التلوين واستقرار تفاعلات الأكسدة والاختزال وسهولة التصميم وإمكانية التوسع في إعداد المساحات الكبيرة.
تم استخدام الفيولوجينات مع الفينلينيديامين من قبل شركة جينتكس، التي قامت بتسويق مرايا الرؤية الخلفية ذات التعتيم التلقائي والنوافذ الذكية في طائرات بوينغ 787. تم استخدام الفيولوجينات مع ثاني أكسيد التيتانيوم (TiO2) في إنشاء شاشات عرض رقمية صغيرة. تعد مجموعة متنوعة من البوليمرات الموصلة أيضاً ذات أهمية لشاشات العرض، بما في ذلك البولي بيرول، PEDOT، والبوليانيلين.
أيضاً تؤثر المواد الكهرولونية المعروفة باسم حاملات الألوان، على اللون البصري أو عتامة السطح عند تطبيق الجهد الكهربي.

### تصنيع أكسيد التنغستن
تم استخدام العديد من الطرق لتصنيع أكسيد التنغستن، بما في ذلك ترسيب البخار الكيميائي، الرش المهبطي، التبخر الحراري، الانحلال الحراري بالرش (من بخار أو معلق غروي)، والتخليق الحراري المائي (من سائل). في الصناعة يعد الرش المهبطي هو الطريقة الأكثر شيوعاً لترسيب أكسيد التنغستن. لتصنيع المواد يتم استخدام طريقة المعلق الغروي على نطاق واسع نظراً لمزايا العملية البسيطة والتكلفة المنخفضة والتحكم السهل.

#### عملية المعلق الغروي
في عملية المعلق الغروي لثالث أكسيد التنغستن، تتم إذابة سادس كلوريد التنغستن في الكحول ثم أكسدته عن طريق إضافة الأكسجين في المحلول:
{\displaystyle {\ce {2WCl_{6}~{+}~3O_{2}->3WO_{3}~{+}~6Cl_{2}}}}
ينتج الهيدروجين عن طريق تفاعل الكحول والكلور المستخدم لاختزال ثالث أكسيد التنغستن للحصول على محلول أزرق من HWO3:
{\displaystyle {\ce {(CH3)_{2}CH-OH~{+}~3Cl_{2}->(Cl3C)_{2}=O~{+}~4H2}}}
{\displaystyle {\ce {2WO3~{+}~H2->2HWO3}}}
يمكن الحصول على جزيئات ثالث أكسيد التنغستن النانوية من خلال ترسيب بارا بنتاهيدرات تنغستات الأمونيون أو من خلال حمض النتريك تحت ظروف حمضية من المحاليل المائية.

## مبدأ عمل النوافذ الكهرولونية
هناك حاجة إلى طبقات متعددة لنافذة ذكية وظيفية ذات خصائص كهرولونية. الطبقتين الأولى والأخيرة عبارة عن زجاج شفاف مصنوع من السيليكا (SiO2) مع الحاجة إلى قطبين كهربائيين لتطبيق الجهد الكهربي، والذي بدوره يدفع (أو يسحب) أيونات الليثيوم الموجبة من طبقة تخزين الأيونات، من خلال الإلكتروليت إلى المادة الكهرولونية (أو العكس). تطبيق الجهد العالي (4 فولت أو أكثر) سوف يدفع أيونات الليثيوم إلى الطبقة الكهرولونية، مما يؤدي إلى إلغاء تنشيط المادة الكهرولونية، فتكون النافذة شفافة بالكامل. من خلال تطبيق الجهد المنخفض (2,5 فولت على سبيل المثال) يتناقص تركيز أيونات الليثيوم في الطبقة الكهرولونية، وبالتالي ينشط أكسيد التنغستن النشط بالأشعة تحت الحمراء القريبة. يؤدي هذا التنشيط إلى انعكاس ضوء الأشعة تحت الحمراء، وبالتالي تقليل تأثير الاحتباس الحراري، والذي بدوره يقلل من كمية الطاقة اللازمة لتكييف الهواء أثناء الصيف والتدفئة أثناء الشتاء مما يزيد من كفاءة استخدام الطاقة. يمكن حجب أجزاء مختلفة من الطيف على حسب المادة الكهرولونية المستخدمة، وبهذه الطريقة يمكن أن تنعكس الأشعة فوق البنفسجية والمرئية والأشعة تحت الحمراء بشكل مستقل حسب رغبة المستخدم.

## التطبيقات

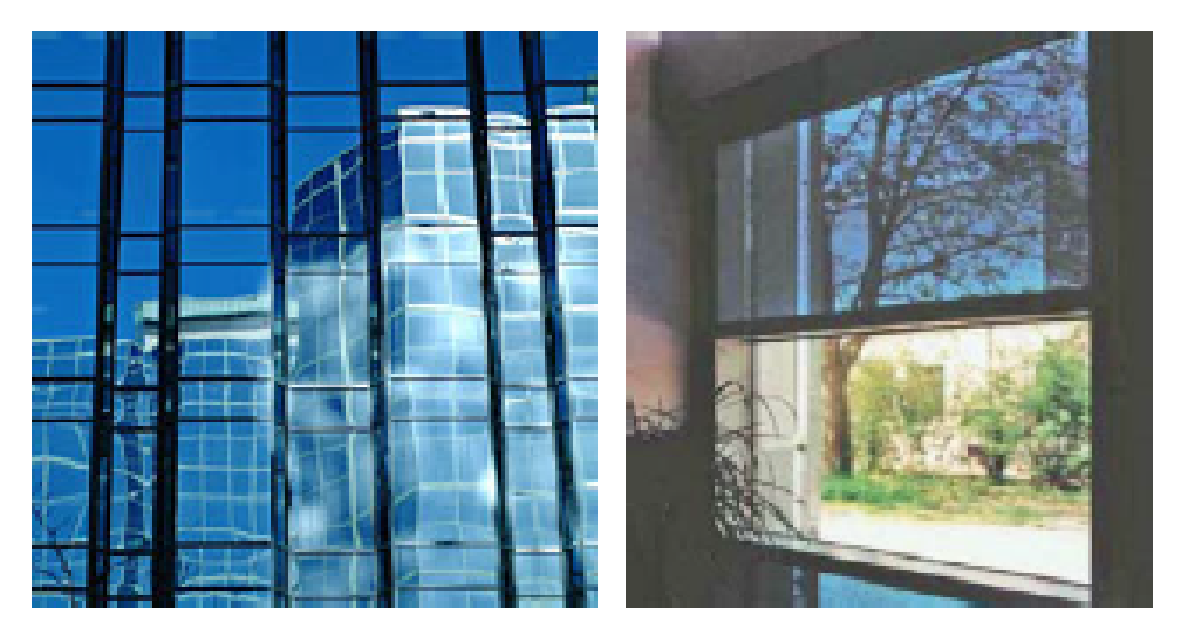
زجاج كهرولوني مثبت في المباني

يُستخدم التلون الكهربي بشكل شائع في إنتاج النوافذ الكهربية أو الزجاج الذكي، ومؤخراً شاشات العرض الكهرولونية على الركيزة الورقية كأنظمة مضادة للتزييف مدمجة في التغليف. تمت دراسة مواد أكاسيد النيتروجين على نطاق واسع كأقطاب كهربائية مساعدة للأجهزة الكهرولونية التكميلية، خاصةً بالنسبة للنوافذ الذكية.

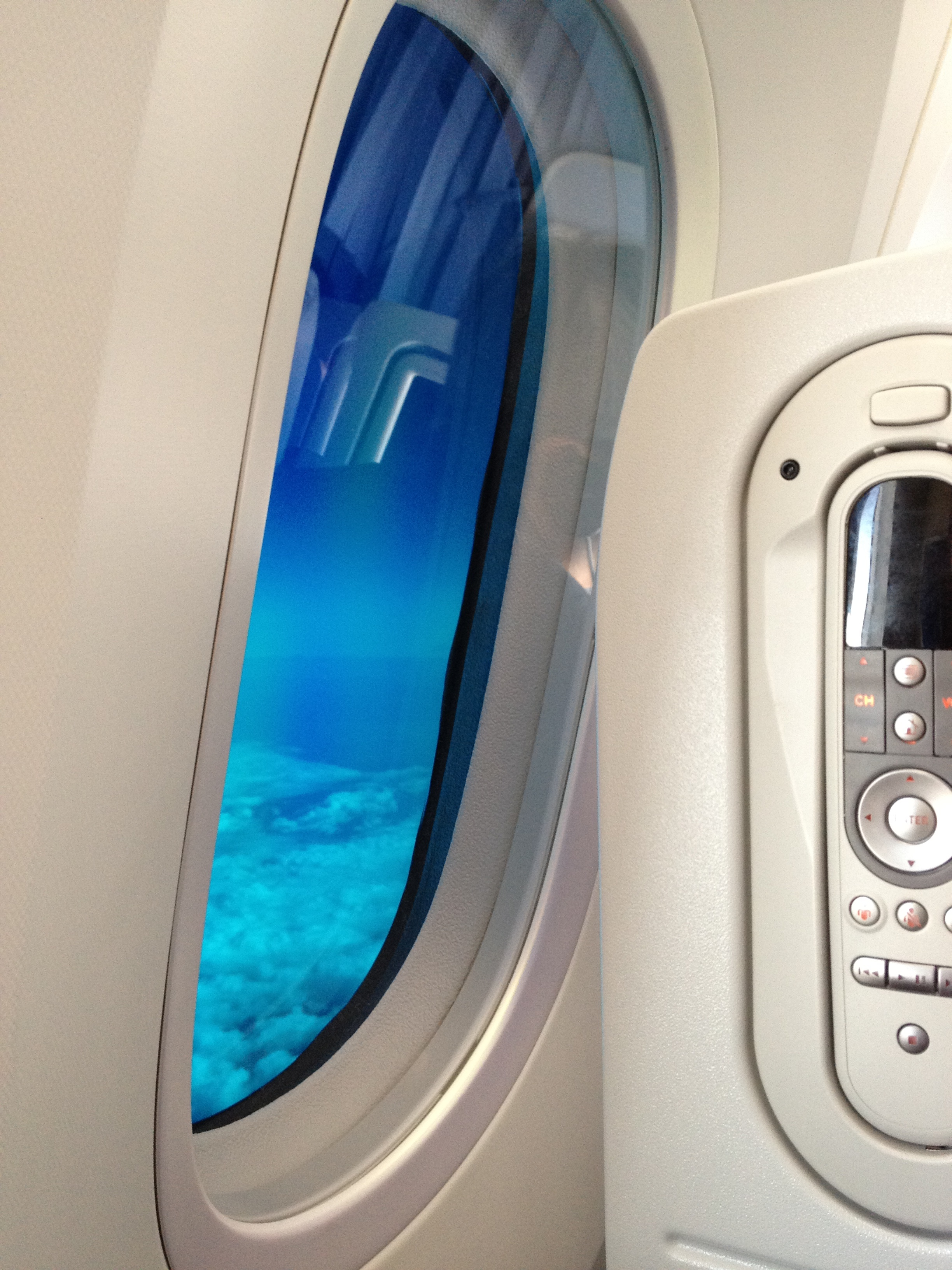
نافذة كهرولونية من طراز ANA على طائرة ركاب بوينغ 787-8 دريملاينر

تستخدم قطارات ICE 3 عالية السرعة ألواح زجاجية كهرولونية بين مقصورة الركاب ومقصورة السائق، حيث يمكن ضبطها على الوضع المسنفر أو الوضع الشفاف. تُستخدم النوافذ الكهروضوئية في طائرة بوينغ 787 دريملاينر، مما يسمح للطاقم والركاب بالتحكم في شفافية النوافذ ومنع الوهج.

## أنظر أيضاً
- أجهزة كهرولونية
- زجاج ذكي
- ورق إلكتروني
- فوسفافينالين

## روابط خارجية
- برنامج تعليمي عن شاشات العرض الكهرولونية في جامعة جنت (مؤرشف من النسخة الأصلية في 6 يناير 2012)
- مقالة عن كفاءة استخدام الطاقة للنوافذ الكهرولونية في المختبر الوطني للطاقة المتجددة (مؤرشف من النسخة الأصلية في 21 يوليو 2017)
- فيديو للزجاج الكهروكيميائي يتغير من شبه شفاف إلى شفاف على يوتيوب